# Trunuh
Trunuh is een bestuurslaag in het regentschap Klaten van de provincie Midden-Java, Indonesië. Trunuh telt 3288 inwoners (volkstelling 2010).